# St. Anton-Pfuß

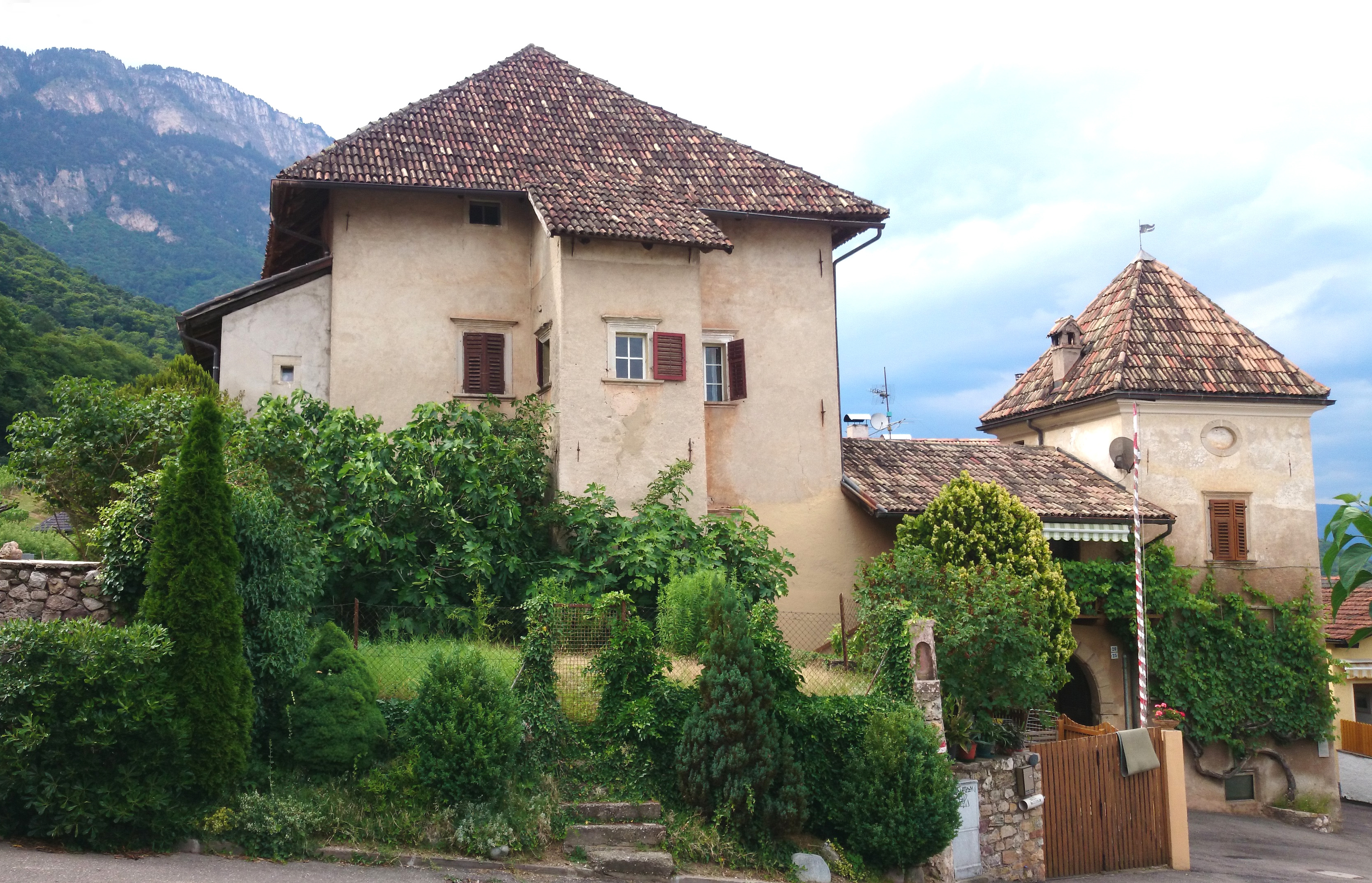
Ansitz Mühlburg

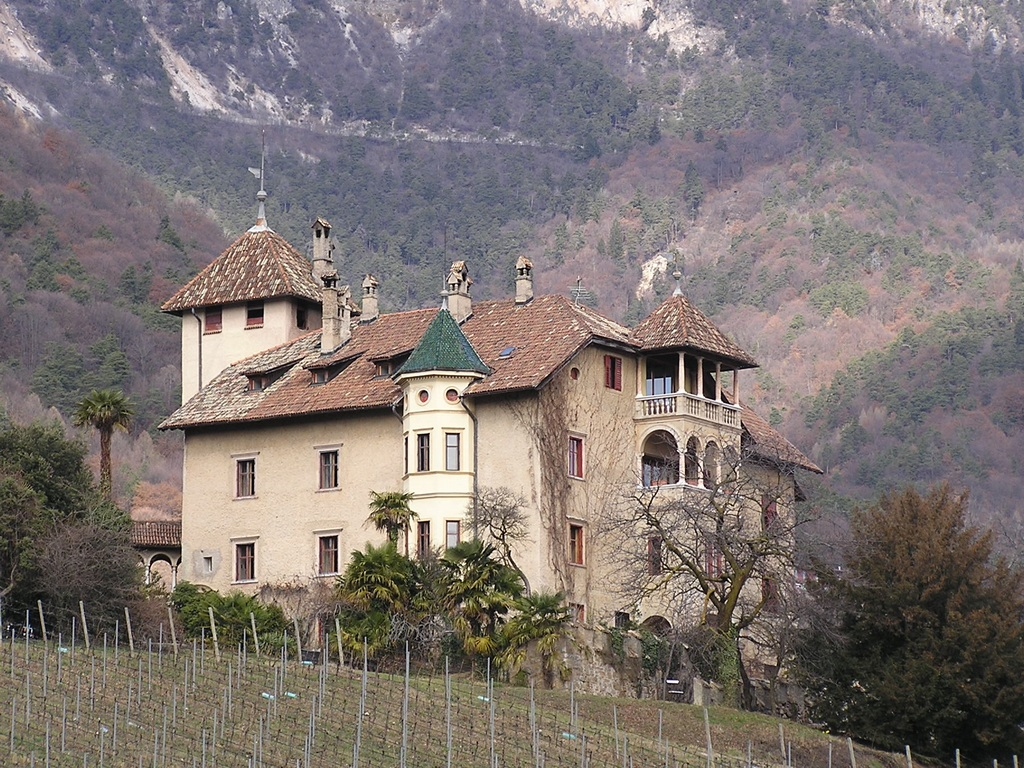
Ansitz Giovanelli

St. Anton und das etwas kleinere Pfuß (manchmal auch Pfuss geschrieben und gesprochen) sind zwei Ortschaften, die siedlungsgeographisch eine Einheit darstellen und verwaltungsmäßig als St. Anton-Pfuß eine Fraktion der Gemeinde Kaltern in Südtirol bilden. Die italienische Bezeichnung lautet S. Antonio-Pozzo.

## Lage und Geschichte
Die beiden Ortschaften liegen am Überetscher Hangfuß des Mendelkamms oberhalb des Kalterer Dorfzentrums. Voneinander getrennt werden sie durch den Bach Pfußer Lahn oder Mühlbach, der unterhalb des Mendelpasses entspringt. Der Grünflächenanteil ist wesentlich größer als die verbauten Flächen und besteht aus landwirtschaftlichem Grund sowie aus Mischwald, der sich hauptsächlich aus Buchen und Kiefern zusammensetzt. im Jahr 1477 ist mit Cristanus Kufflar de Phusio (Christan Kofler von Pfuss) ein Pfußer Bewohner mit Grundbesitz in Kaltern urkundlich bezeugt.
In St. Anton befindet sich die Talstation der Mendelbahn. Weiters ist St. Anton auch Standort der Sportanlagen der Gemeinde. In der Kirche von St. Anton gibt es Fresken aus dem 15. Jahrhundert, der Chor ist in gotischem Stil gestaltet. Vom Kirchenpatron hat der Ortsteil schon seit Jahrhunderten seinen Namen. Aus dem 15. Jahrhundert stammt auch der jetzige Kirchenbau, der an der Stelle eines noch älteren ehemaligen Gotteshauses steht. An der Außenseite der Kirche ist überlebensgroß der Hl. Christophorus aufgemalt, ebenso an der Außenseite der kleinen Kirche von Pfuß, welche dem Hl. Rochus geweiht ist. Eine Sehenswürdigkeit ist der versteckt zwischen anderen Häusern liegende Ansitz Mühlburg als frühes Beispiel für den Überetscher Stil. Erstmals erwähnt wurde der Ansitz im Jahr 1231, ursprünglich noch als „Turm in Pfuß“ (im Volksmund auch „Pfußer Gschlössl“ oder kurz „Schlössl“) bekannt. Das Ortsbild wird auch von dem 1853 errichteten und 1906 in historisierenden Formen umgestalteten Ansitz Giovanelli bestimmt.

## Name
Dialektal wird St. Anton als St. Antenig bzw. St. Antönig bezeichnet. Diese Form geht auf eine lateinische Variante von Antonius, nämlich Antonicus zurück. Die davon abgeleiteten Kurzformen Toning, Tonig und T(h)öni sind auch im 21. Jahrhundert mancherorts in Tirol als Vornamen gebräuchlich.